# Too Good
«Too Good» es una canción del artista canadiense Drake, grabada para su cuarto álbum de estudio Views. Cuenta con voces de la cantante pop barbadense Rihanna. Muestra "Love Yuh Bad" interpretada por Popcaan. La canción fue lanzada como el cuarto sencillo del álbum en el Reino Unido el 15 de mayo de 2016; Y enviada a las radio contemporánea estadounidense el 26 de julio de 2016, como el quinto sencillo en ese mercado. Los artistas coescribieron la pista con sus productores Nineteen85, Maneesh Bidaye, y Dwayne Chin-Quee, con la escritura adicional de Andrew Hershey, de Andre Sutherland y de A. Martin. Alcanzó el número 9 en Canadá, el número 3 en el Reino Unido y el número 14 en el Billboard Hot 100 de Estados Unidos.

## Composición
"Too Good" está escrito en la clave de G Lydian y tiene un tempo de 118 latidos por minuto. Las voces en la canción se extienden de A3 a D5 con la canción que se mueve en tiempo común.

## Recepción de la crítica
Matthew Ramirez de Pitchfork Media nombró la canción "The Best New Track" del día y "Too Good" un punto culminante de Views. Ramirez declaró: "Too Good" es un vestigio de los mismos jugos creativos que fluyeron a través del polirritmo inspirado en el Caribe de "Work" (Una influencia similar está en todas las vistas.) Drake interpreta torpemente una canción, que Popcaan termina de muestreo de todos modos, pero le dan un poco de crédito para abrazar su falso patois. Esta es una de las pocas canciones en Views que se beneficia de su descarada actitud de la misma manera que enviar mensajes de texto a las 4 a. m. y alegando que lo hizo por accidente es la gente que siempre se siente despreciada y sobrecargada de trabajo en sus relaciones, y aquí Drake y Rihanna clavan esa dinámica como solo ellos pueden -mezclando la miseria romana con la lujuria".
Ed Masley, de AZCentral, dijo que revisitó "los ritmos del dancehall caribeño" de "Work" de Rihanna, y pasando a notar que Drake "y su mayor pareja de duetos femeninos intercambian versos en un retrato ricamente detallado de lo que dijo puede estar pasando por la cabeza de la otra persona mientras estás ocupado convenciéndote de que eres la única persona que pone algún esfuerzo en esta relación".

## Posicionamiento en listas

### Semanales
| País            | Lista                   | Mejor posición |
| --------------- | ----------------------- | -------------- |
| Alemania        | Official German Charts  | 30             |
| Australia       | ARIA Top 100 Singles    | 3              |
| Austria         | Ö3 Austria Top 40       | 38             |
| Bélgica (Fl)    | Ultratip                | 9              |
| Bélgica (Wl)    | Ultratip                | 30             |
| Canadá          | Canadian Hot 100        | 9              |
| Dinamarca       | Tracklisten             | 14             |
| Escocia         | Official Charts Company | 21             |
| Eslovaquia      | Singles Digitál Top 100 | 19             |
| España          | PROMUSICAE              | 41             |
| Estados Unidos  | Billboard Hot 100       | 14             |
| Estados Unidos  | Pop Songs               | 9              |
| Estados Unidos  | Hot R&B/Hip-Hop Songs   | 3              |
| Estados Unidos  | Rhythmic Songs          | 1              |
| Francia         | SNEP                    | 94             |
| Hungría         | Single Top 40           | 30             |
| Irlanda         | IRMA                    | 7              |
| Italia          | FIMI                    | 46             |
| Noruega         | VG-lista                | 27             |
| Nueva Zelanda   | NZ Top 40               | 4              |
| Países Bajos    | Single Top 100          | 6              |
| Portugal        | AFP                     | 9              |
| Reino Unido     | Official Charts Company | 3              |
| República Checa | Singles Digitál Top 100 | 26             |
| Suecia          | Sverigetopplistan       | 13             |
| Suiza           | Schweizer Hitparade     | 25             |

### Anuales
| País           | Lista (2016)            | Posición |
| -------------- | ----------------------- | -------- |
| Alemania       | Official German Charts  | 65       |
| Australia      | ARIA Top 100 Singles    | 34       |
| Bélgica (Fl)   | Ultratop                | 40       |
| Bélgica (W)    | Ultratop                | 85       |
| Canadá         | Canadian Hot 100        | 26       |
| Dinamarca      | Tracklisten             | 48       |
| Estados Unidos | Billboard Hot 100       | 29       |
| Estados Unidos | Pop Songs               | 46       |
| Nueva Zelanda  | NZ Top 40 Singles Chart | 28       |
| Países Bajos   | Dutch Top 40            | 26       |
| Reino Unido    | UK Singles Chart        | 18       |
| Suiza          | Schweizer Hitparade     | 56       |

### Certificaciones
| País          | Organismo certificador | Certificación | Ventas certificadas | Ref.   |
| ------------- | ---------------------- | ------------- | ------------------- | ------ |
| Australia     | ARIA                   | 3× Platino    | 210 000             | [ 42 ] |
| Bélgica       | BEA                    | Platino       | 30 000              | [ 43 ] |
| Canadá        | Music Canada           | 4× Platino    | 320 000             | [ 44 ] |
| Dinamarca     | IFPI — Dinamarca       | Platino       | 60 000              | [ 45 ] |
| España        | PROMUSICAE             | Oro           | 20 000              | [ 46 ] |
| Francia       | SNEP                   | Platino       | 150 000             | [ 47 ] |
| Italia        | FIMI                   | Platino       | 50 000              | [ 48 ] |
| México        | AMPROFON               | Platino + Oro | 90 000              | [ 49 ] |
| Nueva Zelanda | RMNZ                   | Platino       | 15 000              | [ 50 ] |
| Portugal      | AFP                    | 2× Platino    | 20 000              | [ 51 ] |
| Reino Unido   | BPI                    | Platino       | 600 000             | [ 52 ] |
| Suecia        | IFPI — Suecia          | 3× Platino    | 120 000             | [ 53 ] |